# ثوم عسقلاني
القُفْلُوط أو الثوم العسقلاني أو بصل عسقلان (باللاتينية: Allium ascalonicum) نوع نباتي عشبي يتبع جنس الثوم من الفصيلة الثومية. سمي نسبة إلى عسقلان. هو أصل البصل المعروف بالقفلوط.

## الموئل والانتشار
ينتشر في بلاد الشام ومصر والمغرب العربي وتركيا.

## مرادفات
- ثوم ريحاوي (باللاتينية: Allium hierochuntinum)